# Hugo Fenichel
Hugo Fenichel, né le 10 mai 1897 et mort le 15 juin 1942, est un entraîneur de football hongrois, surtout connu pour les saisons qu'il passe dans des clubs belges avant et pendant la guerre.

## Carrière
Hugo Fenichel arrive en Belgique en 1938. Juif, il quitte sa Hongrie natale pour fuir la politique antisémite du régime de l'amiral Horthy. Jusqu'en 1926, il est entraîneur au Luxembourg. Il est ensuite engagé comme entraîneur par le RCS Brugeois, qui vient de remonter en Division d'Honneur. Il parvient à assurer le maintien du matricule 12 parmi l'élite du football belge, le Cercle terminant onzième sur quatorze. Il entame la saison suivante à la tête de l'équipe, mais le déclenchement de la Seconde Guerre mondiale le pousse à l'exil. Les compétitions sont ensuite suspendues.
Hugo Fenichel refait surface en 1941, et s'engage comme entraîneur de La Gantoise. Il dirige le club « buffalo » durant une saison. Hugo Fenichel est arrêté comme politique en août 1941 et interné au camp de concentration de Breendonck près d'Anvers. Il est ensuite déporté au camp de concentration de Neuengamme où il est gazé le 15 août 1942.

## Statistiques d'entraîneur
| Saison                | Club                  | Championnat           | Championnat | Championnat | Coupe(s) nationale(s) | Coupe(s) nationale(s) | Total | Total |
| Saison                | Club                  | Division              | M.          | B.          | M.                    | B.                    | M.    | B.    |
| 1938-1939             | CS Brugeois           | Division 1            | 26          | 0           | 0                     | 0                     | 26    | 0     |
| 1939-1940             | CS Brugeois           | Division 1            | 9           | 0           | 0                     | 0                     | 9     | 0     |
| Sous-total            | Sous-total            | Sous-total            | 35          | 0           | 0                     | 0                     | 35    | 0     |
| 1941-1942             | KAA La Gantoise       | Division 1            | 26          | 0           | 0                     | 0                     | 26    | 0     |
| Sous-total            | Sous-total            | Sous-total            | 26          | 0           | 0                     | 0                     | 26    | 0     |
| Total sur la carrière | Total sur la carrière | Total sur la carrière | 61          | 0           | 0                     | 0                     | 61    | 0     |